# Stadionul Jean Pădureanu
Stadionul Jean Pădureanu este un stadion multifuncțional din Bistrița, România. Este folosit mai ales pentru meciuri de fotbal și pe acest stadion își dispută meciurile de pe teren propriu echipa Gloria Bistrița-Năsăud, considerată succesoarea neoficială a Gloriei Bistrița.
În anul 1929, conducerea clubului Gloria a obținut un teren în apropierea uzinei electrice pentru amenajarea unei arene sportive. Stadionul a fost inaugurat la data de 29 mai 1930, în cadrul unui eveniment care a inclus și un meci de fotbal între Gloria și echipa liceului din Năsăud.
În 2008, stadionul a beneficiat de o serie de lucrări de modernizare, în urma cărora a fost dotat cu instalație de nocturnă, instalații de irigat și de încălzire a gazonului, tabelă de marcaj electronică și sistem electronic de acces și ticketing.
În ianuarie 2013, denumirea stadionului a fost schimbată din Stadionul Municipal Gloria în Stadionul Jean Pădureanu, în onoarea fostului jucător și președinte de club Jean Pădureanu.